# Chilches
Chilches är en ort i Spanien.   Den ligger i provinsen Província de Castelló och regionen Valencia, i den östra delen av landet, 300 km öster om huvudstaden Madrid. Chilches ligger 12 meter över havet och antalet invånare är 2 615.
Terrängen runt Chilches är platt åt sydost, men åt nordväst är den kuperad. Havet är nära Chilches åt sydost.  Närmaste större samhälle är Sagunto, 12,9 km sydväst om Chilches. Trakten runt Chilches består till största delen av jordbruksmark.